# Bến cảng

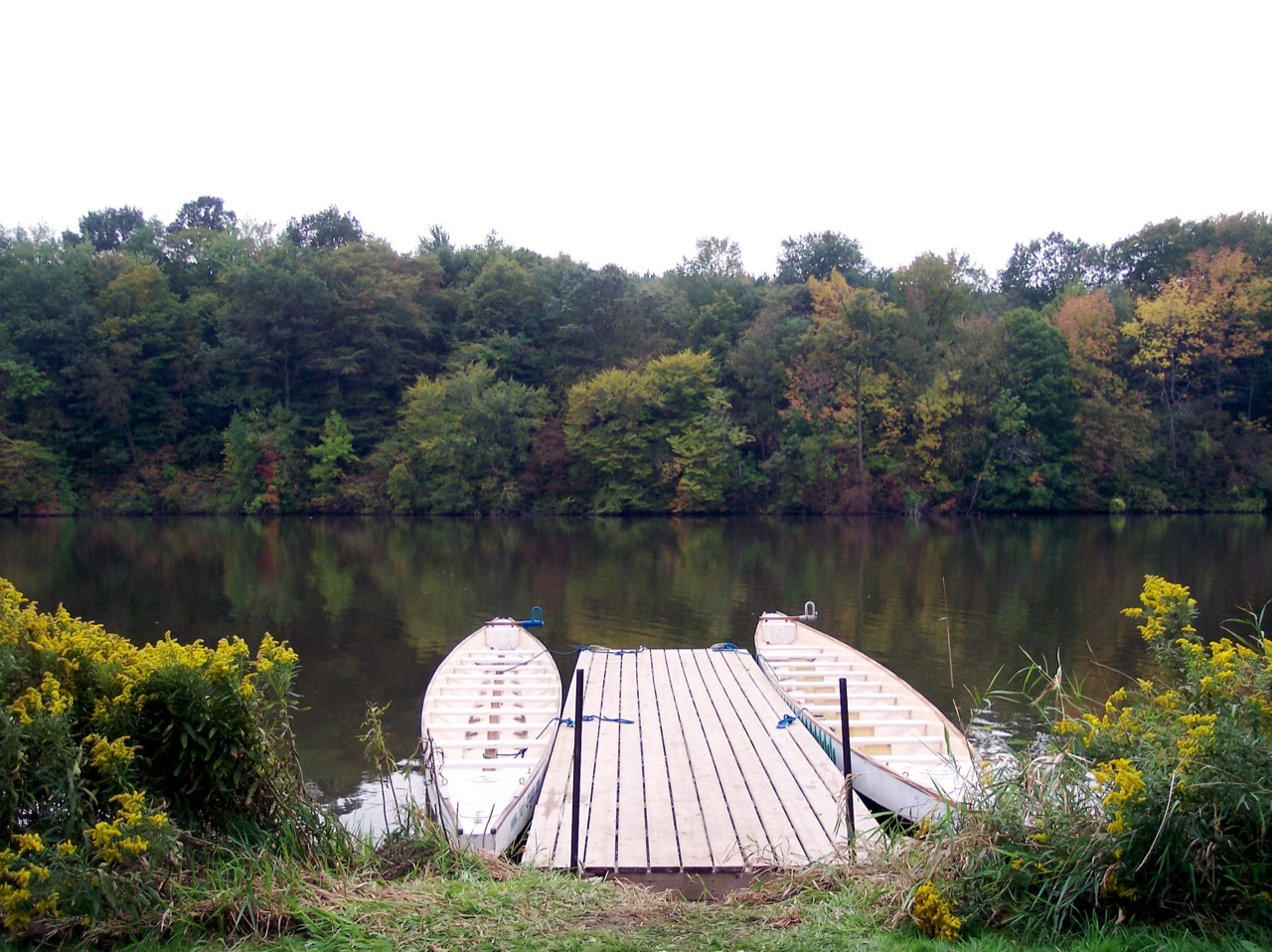
Một bến nhỏ bằng gỗ

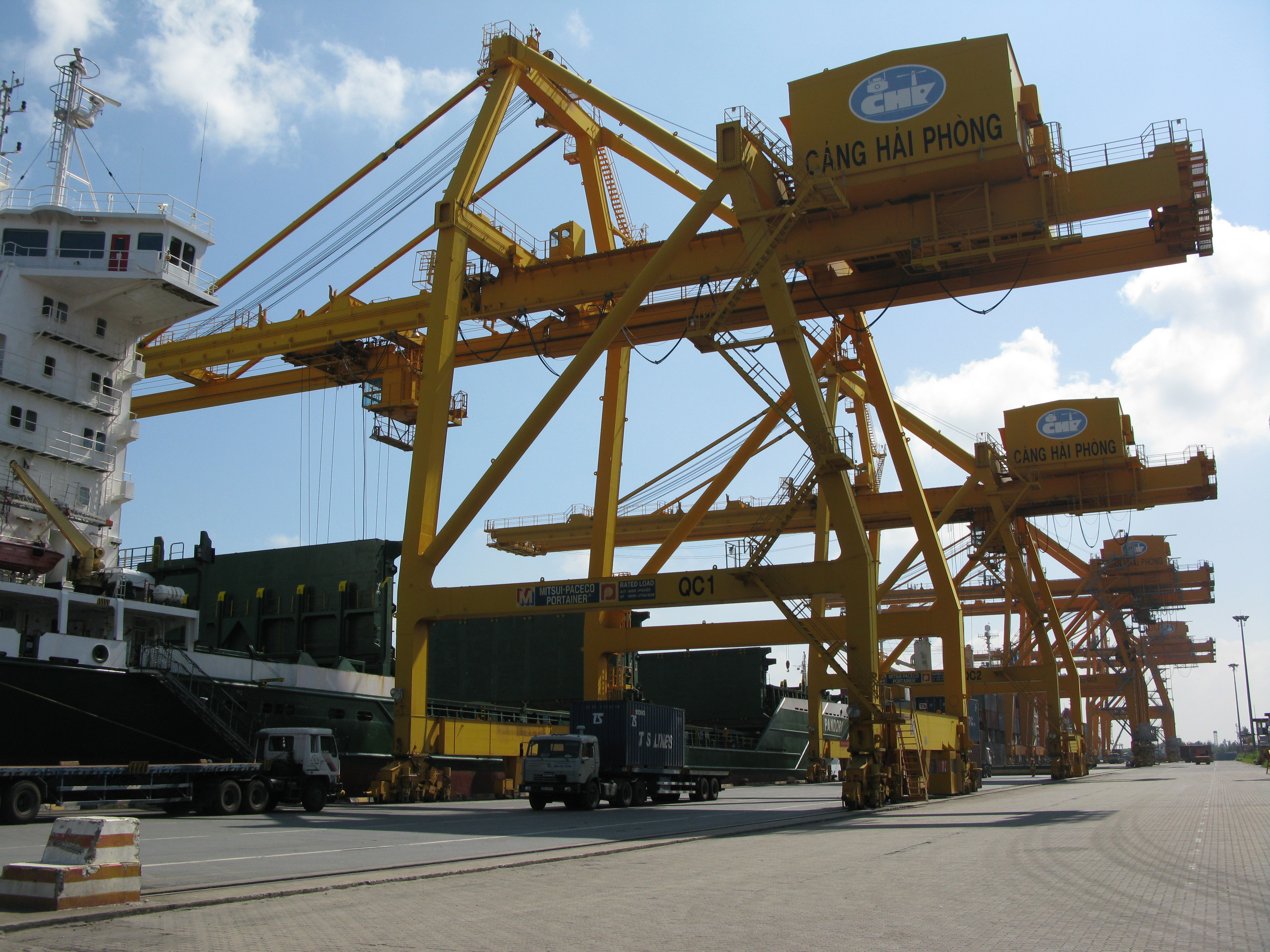
Một bến làm hàng rời ở cảng Hải Phòng trên sông Cấm

Bến cảng, cũng có khi gọi là cầu cảng, là một nơi trong cảng chuyên dụng để tàu thuyền neo đậu chờ hành khách hay bốc xếp hàng hóa lên xuống.
Tùy theo loại tàu thuyền phục vụ, độ dài có thể từ 4-5 mét đến vài trăm mét, có thể làm thô sơ bằng gỗ đến kiên cố bằng bê tông.
Tùy theo loại hàng hóa được bốc xếp lên tàu, có thể có các loại bến chuyên dụng làm hàng rời, hàng kiện, hàng container, hàng lỏng, khí, v.v...